# Dieudonné Closset
Pour les articles homonymes, voir Closset.
Dieudonné Joseph Closset , né à Verviers, le 23 janvier 1819 et y décédé le 25 août 1866 fut un homme politique belge francophone libéral.
Il fut notaire.
Il fut conseiller communal à Verviers, membre du parlement, et membre de la députation permanente de la province de Liège.